# Teatre Apolo (Barcelona)
El Teatre Apolo és un espai teatral situat en el núm. 59 de l'Avinguda del Paral·lel de Barcelona, en el barri de Poble-sec. L'antic Apolo fou bastit el 1901 i, de manera ininterrompuda fins a l'actualitat, tret de durant l'episodi de Pandèmia de COVID-19 a Catalunya entre 2020 i 2021, ha ofert espectacles de varietats, de música i de teatre.

## Història
El 1901 hi havia una barraca de fira, que havia estat magatzem, on van començar a fer-s'hi espectacles musicals. Al costat hi havia el Bar La Tranquilidad, punt de trobada de la zona. La barraca va ser enderrocada per una tempesta i va ser reconstruït amb un edifici d'obra. Els empresaris foren els germans Soriano (també empresaris del Pabellón Soriano), Joan Socias i Joan Mestres Calvet. Es va inaugurar el 19 d'octubre de 1904.
S'hi programaven espectacles de sarsuela, revista i music-hall. El 3 de desembre de 1910 s'hi estrenà El trust de los tenorios, sarsuela de Josep Serrano. El 1923 s'hi estrena El dictador, sarsuela de Rafael Millán, i el 1927 Las alondras, sarsuela de Jacinto Guerrero, totes dues amb llibret de Federico Romero i Guillermo Fernández-Shaw, i el 1930, Campanela, del mateix músic, amb llibret de José Ramos Martín.

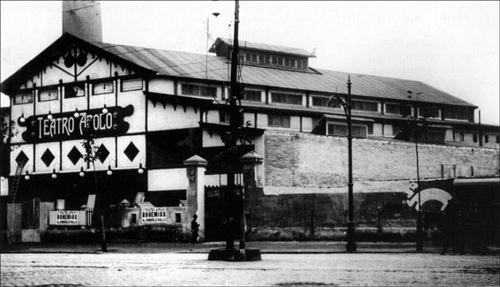
L'edifici antic de l'Apolo, inaugurat el 1904 (fotografia de cap al 1910).

El teatre de text també hi tenia lloc: el 25 de febrer de 1928 s'hi va estrenar la versió revisada de La dama enamorada de Joan Puig i Ferreter.
El 1946, a l'Apolo va tenir lloc la primera representació teatral en català autoritzada de la postguerra (sense tenir en compte les de teatre d'aficionats): va ser El ferrer de tall de Frederic Soler, a càrrec de la companyia de Jaume Borràs. El 15 de novembre de 1948, Maria Vila hi estrena el drama en tres actes Ocells i llops de Josep Maria de Sagarra.
A mitjans dels anys cinquanta del segle XX se'n va fer càrrec l'empresari Matías Colsada, que era propietari, a més, dels teatres Monumental i La Latina de Madrid. En aquests teatres va fer actuar nous artistes com Lina Morgan, Concha Velasco o Tania Doris. Els anys cinquanta i seixanta van ser-ne els de l'apogeu del teatre, dedicat sobretot a la revista musical: la cançó Las alegres chicas de Colsada va fer-se popular i va esdevenir una mena d'himne de l'empresa. El 1958 s'hi estrena la sarsuela-revista Bésame de Domingo de Laurentiis, amb llibret de Luis Cuenca, Pedro Peña, Matías Yánez.
A la vora del teatre hi havia la Bodega Apolo (popular lloc de trobada de preus barats que presentava actuacions de velles glòries de l'escena) i un petit parc d'atraccions: Atraccions Apolo. El terreny va ser venut i totes les instal·lacions van ser enderrocades el 1991. S'hi van construir un aparcament i un hotel (Tryp Apolo), reservant-ne part del terreny i la planta baixa de l'edifici per a construir-hi un nou teatre, que és el que continua funcionant. Aquest teatre té 997 seients.
El nou teatre continua funcionant fins ara. Abril de 2022.

## Espectacles que s'hi estrenaren

### Teatre i sarsuela
- 1910. El trust de los tenorios, sarsuela de Josep Serrano.
- 1923. El dictador, sarsuela de Rafael Millán.
- 1927. Las alondras, sarsuela de Jacinto Guerrero.
- 1928. La dama enamorada de Joan Puig i Ferreter, versió revisada.
- 1930. Campanela, sarsuela de Jacinto Guerrero.
- 1948. Ocells i llops, drama de Josep Maria de Sagarra.

### Revistes i varietats
- 1954. Guerra al amor.
- 1957. Mi mujer no es mi mujer
- 1959. Irma la dulce.
- 1960. Llévame contigo.
- 1961. Se necesita un marido
- 1964. Mujeres artificiales.
- 1968. Las atrevidas.
- 1969. ¡Esta noche...sí!.
- 1969. Tres mujeres para mi.
- 1970. Pili se va a la Mili.
- 1970. Una rubia peligrosa.
- 1972. Venus de fuego.
- 1974. Yo soy la tentación.
- 1979. Seductora.
- 1980. La dulce viuda.
- 1984. Deseada.
- 1993. Taxi, al Apolo.